# Scarus oviceps
Scarus oviceps és una espècie de peix de la família dels escàrids i de l'ordre dels perciformes.

## Morfologia
Els mascles poden assolir els 35 cm de longitud total.

## Distribució geogràfica
Es troba des de Maurici fins a les Illes de la Línia, les Tuamotu, les Illes Ryukyu i la Gran Barrera de Corall.